# Чемпіонат України з легкої атлетики в приміщенні серед юніорів 2021
Чемпіонат України з легкої атлетики в приміщенні серед юніорів 2021 був проведений 27-28 січня в легкоатлетичному манежі Сумського державного університету.
Медалі були розіграні серед спортсменів у віці до 20 років.

## Чемпіони
| 60 метрів                     | Олександр Сосновенко Донецька область                            | 6,92 PB                              | Євгенія Коновалова Донецька область                                                  | 7,64 PB     |
| 200 метрів                    | Олександр Сосновенко Донецька область                            | 22,23 PB                             | Еліна Пристинська Донецька область                                                   | 24,73 PB    |
| 400 метрів                    | Ростислав Голубович Черкаська область                            | 50,14 PB                             | Тетяна Харащук Івано-Франківська область                                             | 56,32 PB    |
| 800 метрів                    | Ілля Кунін Дніпропетровська область                              | 1.56,38 PB                           | Світлана Жульжик Рівненська область                                                  | 2.05,81 PB  |
| 1500 метрів                   | Ілля Кунін Дніпропетровська область                              | 3.54,27 PB                           | Марія Козлюк Рівненська область                                                      | 4.36,51 PB  |
| 3000 метрів                   | Андрій Атаманюк Хмельницька область                              | 8.52,03 SB                           | Юлія Петрик Волинська область                                                        | 10.05,16 PB |
| 60 метрів з бар'єрами (84 см) |                                                                  | Кристина Юрчук Донецька область      | 8,58                                                                                 |             |
| 60 метрів з бар'єрами (99 см) | Денис Слюсар Київ                                                | 8,34 PB                              |                                                                                      |             |
| 2000 метрів з перешкодами     | Віктор Гнатів Тернопільська область                              | 5.56,29 PB                           | Тетяна Когут Тернопільська область                                                   | 6.58,41 PB  |
| 4×200 метрів                  | Київ Михайло Махно Дмитро Гончар Веніамін Кучеренко Дмитро Янчик | 1.32,04                              | Донецька область Євгенія Коновалова Еліна Пристинська Кристина Юрчук Євгенія Кукліна | 1.41,55     |
| Ходьба 3000 метрів            |                                                                  | Валерія Шоломіцька Волинська область | 13.40,74 SB                                                                          |             |
| Ходьба 5000 метрів            | Микола Рущак Сумська область                                     | 21.23,53 SB                          |                                                                                      |             |
| Стрибки у висоту              | Роман Петрук Житомирська область                                 | 2,13 PB                              | Марія Алєйнікова Волинська область                                                   | 1,82 PB     |
| Стрибки з жердиною            | Олександр Онуфрієв Дніпропетровська область                      | 5,00 PB                              | Тетяна Гамора Харківська область                                                     | 3,90 PB     |
| Стрибки у довжину             | Олексій Поліщук Черкаська область                                | 7,42 PB                              | Марія Горєлова Херсонська область                                                    | 6,22 PB     |
| Потрійний стрибок             | Олександр Айко Київ                                              | 15,15 PB                             | Олександра Чернуха Хмельницька область                                               | 12,84 PB    |
| Штовхання ядра (4 кг)         |                                                                  | Софія Ромасюк Харківська область     | 13,81 PB                                                                             |             |
| Штовхання ядра (6 кг)         | Іван Демиденко Київська область                                  | 15,23 PB                             |                                                                                      |             |
| П'ятиборство                  |                                                                  | Анастасія Матузна Харківська область | 3782                                                                                 |             |
| Семиборство                   | Владислав Різниченко Луганська область                           | 4690                                 |                                                                                      |             |